# 疑わしき戦い (映画)
『疑わしき戦い』（原題:In Dubious Battle）は2016年に公開されたアメリカ合衆国のドラマ映画である。監督・主演はジェームズ・フランコが務めた。本作はジョン・スタインベックが1936年に発表した同名小説を原作としている。
本作は日本国内で劇場公開されなかったが、2017年6月2日にDVDが発売された。

## 概略
世界恐慌下のアメリカ。カリフォルニア州のリンゴ農園で働く労働者たちはその過酷な労働環境に必死で耐えていた。しかし、そんな彼らにもついに我慢の限界がやって来た。農場主が彼らの日当を3ドルから1ドルに引き下げると一方的に通告してきたのである。労働者の一人、ジム・ノーランは仲間たちをまとめ上げてストライキに打って出たが、その結末は何ともやりきれないものとなった。

## キャスト
- マック・マクレオド：ジェームズ・フランコ
- ジム・ノーラン：ナット・ウルフ
- ヴィニー：ジョシュ・ハッチャーソン
- ロンドン：ヴィンセント・ドノフリオ
- クリス・ボルトン：ロバート・デュヴァル
- リサ・ロンドン：セレーナ・ゴメス
- ケラー：キーガン・アレン
- ジョイ：エド・ハリス
- 保安官：ブライアン・クランストン
- ミスター・アンダーソン：サム・シェパード
- コナー：ザック・ブラフ
- イーディス・マローン：アーナ・オライリー
- ヴェラ：リオ・ティプトン
- フランク：スコット・ヘイズ
- バーク：アレックス・モーフ
- トランプ：ダニー・マクブライド
- ポール：ジェイコブ・ローブ
- ダニー・スティーヴンス：アシュリー・グリーン
- エディ：オースティン・ストウェル
- アル・アンダーソン：ジョエル・マーシュ・ガーランド
- バートン医師：ジャック・ケーラー
- ダン：ジョン・サヴェージ

## 製作
2015年1月30日、ジェームズ・フランコ監督・主演の新作映画にヴィンセント・ドノフリオ、ロバート・デュヴァル、ブライアン・クランストン、エド・ハリス、セレーナ・ゴメス、ダニー・マクブライドが起用されたと報じられた。3月16日、ナット・ウルフが本作に出演することになったとの報道があった。17日にはジョン・サヴェージの、18日にはザック・ブラフ、リオ・ティプトン、アシュリー・グリーン、ジョシュ・ハッチャーソン、アーナ・オライリーの起用が発表された。24日、スコット・ヘイズがキャスト入りした。

### 撮影・音楽
2015年3月、本作の主要撮影がジョージア州アトランタで始まった。2016年7月6日、フォルカー・ベルテルマンが本作で使用される楽曲を手がけるとの報道があった。2017年3月3日、レイクショア・レコーズが本作のサウンドトラックを発売した。

## 公開・マーケティング
2016年9月3日、本作は第73回ヴェネツィア国際映画祭でプレミア上映された。2017年1月31日、本作のオフィシャル・トレイラーが公開された。

## 評価
本作に対する批評家の評価は伸び悩んでいる。映画批評集積サイトのRotten Tomatoesには23件のレビューがあり、批評家支持率は30%、平均点は10点満点で5.1点となっている。また、Metacriticには15件のレビューがあり、加重平均値は43/100となっている。